# Рикардо I Орсини
Ричард I Орсини (Рикардо) (греч. Ριχάρδος Α΄ Ορσίνι, итал. Riccardo Orsini; ? — 1304) — маркграф Кефалинии и Закинфа с 1259 по 1304 год.

## Биография
Ричард Орсини был сыном Матфея II Орсини. Учитывая, что его второй брак заключен в 1299 году и в нём родилась дочь, вскоре умершая, можно предположить, что сам он родился не ранее 1245 года.
Когда брат императора Михаила VIII Палеолога Иоанн начал войну против правителя Эпира Михаила II Комнина, Рикардо вместе с другими вассалами князя Ахейи Вильгельма II де Виллардуэна, вошли в союз с правителем Эпира и двинули к нему на помощь свои войска. В битве при Пелагонии в 1259 году деспот Михаил II Комнин потерпел поражение от византийцев и многие знатные феодалы, в том числе и Вильгельм II де Виллардуэн, попали в плен.
В 1261 году Ричард был вызван папой римским вместе с другими феодалами с целью оказать помощь латинскому императору Балдуин II. Но они не успели это сделать, ибо Константинополь в скором времени был захвачен византийцами, а Балдуин бежал.
После того как в 1264 году умер Матфей II Орсини, Ричард I стал пфальцграфом Кефалинии и Закинфа.
После смерти Вильгельма II де Виллардуэна княжество Ахайя попала под опеку Неаполитанского королевства вместе со всеми вассалами, одним из которых и был Рикардо. Поэтому в 1286—1290 годах он служил в качестве адмирала неаполитанского флота и патрулировал побережье Албания.
В 1291—1292 годах Рикардо I во главе отряда из 100 воинов отправился на помощь правителю Эпира Никифору I Комнину Дуке, который сражался против осаждавших Янину византийцев. Дочь эпирского правителя Мария Комнина была направлена в графство Кефалонию в качестве заложника, чтобы обеспечить помощь Рикардо I. После того, как византийцы были отброшены, она вышла замуж за сына и наследника Ричарда, Иоанна I Орсини. Это вызвало возмущение Никифора, так как свадьба прошла без его разрешения и ведома. Также Ричард I устроил в 1305 году свадьбу наследницы Ахейского трона Матильды Эно и герцога Афинского Ги II де Ла Роша.
Ричард I Орсини был убит в городе Гларентза (средневековый город, развалины которого находятся недалеко от современного Киллини) в 1304 после спора с одним из своих рыцарей по имени Леон.

## Семья
Ричард был дважды женат, его первая жена неизвестна, а его второй женой была Маргарита Виллардуэн, сестра принцессы Елизаветы. От первого брака у Ричарда было четверо детей: сын Иоанн I Орсини и три дочери.